# 潮音橋
潮音橋为位於中国浙江省湖州市吴兴区朝阳街道南街中段、原湖州府城南门定安门内的一座三孔石拱橋，东西向跨霅溪，始建於明嘉靖十八年（1539），萬曆三十三年（1605）重建。

## 歷史
此地原有渡口「潮音渡」，桥因之而得名。两侧原有东西渡亭以蔽风雨，建桥后仍保留，今已不存。

## 構造
此橋高7米，長50米，寬5米，橋兩側置石質吳王靠，可供行人坐息，端部各置一对石狮，桥外侧石缝中原生有枸杞、石榴，寓意“长留人间”，2004年重修时清除。舊時橋西岸河街商店林立，西側次孔跨一人行道，以避免割斷沿河街道，橋上橋下均可通行人，謂之「橋里橋」。因潮音橋是拱橋，不能行駛車輛，后于橋南侧新建公路橋，橋西堍直對車站路。

## 图集
- 自东侧看桥面
- 自南侧看桥底
- 西侧桥孔内小桥
- 桥上石兽
- 桥上石兽
- 自桥上北望霅溪